# Pemfigoide cicatriziale
Il  pemfigoide cicatriziale, conosciuto anche con il nome di pemfigoide mucoso benigno, è una malattia bollosa autoimmune interessante la cute e le membrane mucose. In precedenza il pemfigoide delle membrane mucose veniva compreso in questa variante mentre ora è un'entità distinta.

## Epidemiologia
La sua incidenza è molto rara, calcolata 1 caso ogni milione di abitanti.

## Clinica
I pazienti presentano bolle a parete tesa e contenuto sieroso o siero-ematico, spesso bilaterali e simmetriche che, una volta andate incontro a rottura spontanea o in seguito a traumi, danno origine ad erosioni che poi formano croste. Questa variante colpisce raramente le mucose e guarisce con formazione di cicatrici.
Un sottotipo di questa variante è il pemfigoide di Brunsting-Perry caratterizzato da bolle subepidermiche, erosioni, croste emorragiche e cicatrici atrofiche che si sviluppano prevalentemente al volto, collo e metà superiore del tronco con raro coinvolgimento delle mucose. Colpisce caratteristicamente pazienti più giovani rispetto al pemfigoide bolloso, con età prevalente di 40-60 anni. Gli autoanticorpi (prevalentemente IgG) più frequenti sono verso il collagene di tipo VII ma si possono riscontrare anche verso il collagene di tipo XVII, distonina, desmoplachina e laminina 332. Date queste caratteristiche alcuni considerano questa forma un sottotipo localizzato di epidermolisi bollosa acquisita.